# Dub v Podlešíně
Podlešínský dub je památný strom v obci Podlešín, zhruba 6 km východně od Slaného v okrese Kladno. Dub letní (Quercus robur L.) roste v intravilánu obce na zahradě čp. 51.
Dub je chráněn od 14. května 1996. Měřený obvod jeho kmene dosahoval 2,3 metrů, výška udávána na 12 metrů.

## Památné a významné stromy vokolí
- Dub na Zadních Lužích (Slaný, 3,5 km zsz.)
- Dub u Blevického rybníka (6,3 km v.)
- Dub u Čížků (Pchery, 4,8 km jz.) (1,0 km ssz.)
- Dub v Želenicích (1,2 km j.)
- Dubová alej u Blevic (6,2 km v.)
- Jasan v Třebusicích (2,8 km jv.)
- Lípa malolistá v Želenicích (1,0 km jjv.)
- Lípa u Horova mlýna (Velvary, 7,2 km sv.)
- Lípa u Rosů (Slaný, 5,5 km sz.)
- Lípa u Vítova (3,9 km ssz.)
- Lípa velkolistá v Želenicích (1,1 km jjv., výše na návsi)
- Podlešínská lípa (170 m jz.)
- Vrapický dub (6,2 km j.)
- † Žižická lípa (2,2 km s.)